# Не та, так эта (фильм)
«Не та, так эта» (азерб. O Olmasın, Bu Olsun) — музыкальный фильм, снятый на Бакинской киностудии по мотивам одноимённой музыкальной комедии азербайджанского композитора Узеира Гаджибекова.

## Сюжет
Действие фильма происходит в 1910 году в Баку. Богатый бакалейщик, немолодой вдовец Мешади Ибад хочет, чтобы юная Гюльназ, дочь проигравшегося в карты и разорившегося бека, вышла за него замуж. Однако девушка любит студента Сервера. Мешади Ибад всеми способами пытается добиться своего: находит посредника, подкупает людей, но в конце концов женится на служанке своей несостоявшейся невесты.

## О фильме
Премьера фильма состоялась 27 января 1958 года в Москве. Фильм стал третьей музыкальной комедией, снятой по одноимённой оперетте композитора Узеира Гаджибекова (до этого были две экранизации оперетты Аршин Мал-Алан).

## В ролях
- Алиага Агаев — Мешади Ибад
- Тамара Гёзалова — Гюльназ
- Ариф Мирзакулиев — Сервер
- Лютфали Абдуллаев — Балаоглан
- Ахмед Ахмедов Румлу - Амбал
- Моллага Бабирли
- Рза Афганлы — Джалил Мамедкулизаде
- Агасадых Герайбейли — Рустам-бек
- Садык Салех — Мирза Алекпер Сабир
- Адиль Искендеров — Гочу
- Мустафа Марданов — Гасан-бек
- Исмаил Османлы — Рза-бек
- Мовсун Санани — Гочу Аскер
- Барат Шекинская — Сенем
- Исмаил Эфендиев — Гасанкули-бек
- Гасанага Салаев — Азим Азимзаде
- Лютфи Мамедбеков — друг Сервера
- Мухлис Джанизаде — друг Сервера
- Фаик Мустафаев — друг Сервера
- Афрасияб Мамедов — друг Сервера
- Хан Шушинский — ханенде
- Рамиз Мустафаев — Гусейн Араблинский
- Амина Дильбази — танцовщица
- Акбар Фарзалиев - Зияли
- Гафар Хакки - торговец
- Ага Гусейн Джавадов — гость Рустамбека

## Дубляж
- Лев Свердлин — Мешади Ибад
- Антонина Кончакова — Гюльназ
- Чеслав Сушкевич — Балаоглан
- Борис Баташев — Амбал
- Сергей Мартинсон — Гасанбек
- Сергей Цейц — Рзабек
- Яков Беленький — Кочи Аскер
- Елизавета Кузюрина — Сенем
- Константин Карельских — Гасан Кулибек
- Вячеслав Тихонов — Сервер
- Владимир Соловьёв — Рустамбек
- Георгий Милляр — гость Рустамбека